# سفر مایکل جکسون از موتاون به غیرمعمول
سفر مایکل جکسون از موتاون به غیرمعمول (انگلیسی: Michael Jackson's Journey from Motown to Off the Wall) یک فیلم مستند محصول سال ۲۰۱۶ به کارگردانی اسپایک لی است که ظهور ستاره پاپ مایکل جکسون از طریق ایجاد آلبوم انفرادی برجسته خود، غیرمعمول (۱۹۷۹) را روایت می‌کند. این دومین مستند مایکل جکسون است که بعد از بد ۲۵ (۲۰۱۲) توسط لی ساخته شده‌است. اولین نمایش فیلم در ۲۴ ژانویه ۲۰۱۶ در جشنواره فیلم ساندنس ۲۰۱۶ انجام شد.

## بازیگران
- مایکل جکسون (تصاویر بایگانی)
- جکی جکسون
- مارلون جکسون
- جوزف جکسون
- کاترین جکسون
- فارل ویلیامز
- جان لجند
- د ویکند
- کارول بیر سیجر
- کوبی برایانت
- میستی کوپلند
- لی دنیلز
- دیوید فاستر
- بری گوردی
- گلادیس نایت
- ال.ای. رید
- اسموکی رابینسون
- مارک رانسون
- راد تمپرتون
- استیوی واندر
- دیوید برن
- راب کوهن
- کوئینسی جونز
- جان لگویزمائو
- اسپرانزا اسپالدینگ
- اشفورد و سیمپسون
- جوئل شوماخر
- والتر یت‌نیکاف